# Mount Eagle
Mount Eagle is een 354 meter hoge berg op het eiland Saint Croix in de Amerikaanse Maagdeneilanden. Het is het hoogste punt van het eiland.
Mount Eagle is te beklimmen via verharde en onverharde wegen. De beklimming is van gemiddelde moeilijkheidsgraad, en de route staat aangegeven met bordjes "The Beast". De route vormt een onderdeel van de jaarlijkse Ironman 70.3 triatlon waarbij over de berg moet worden gefietst. De route heeft een gemiddeld stijgingspercentage van 15%, en wordt "The Beast" (het beest) genoemd.

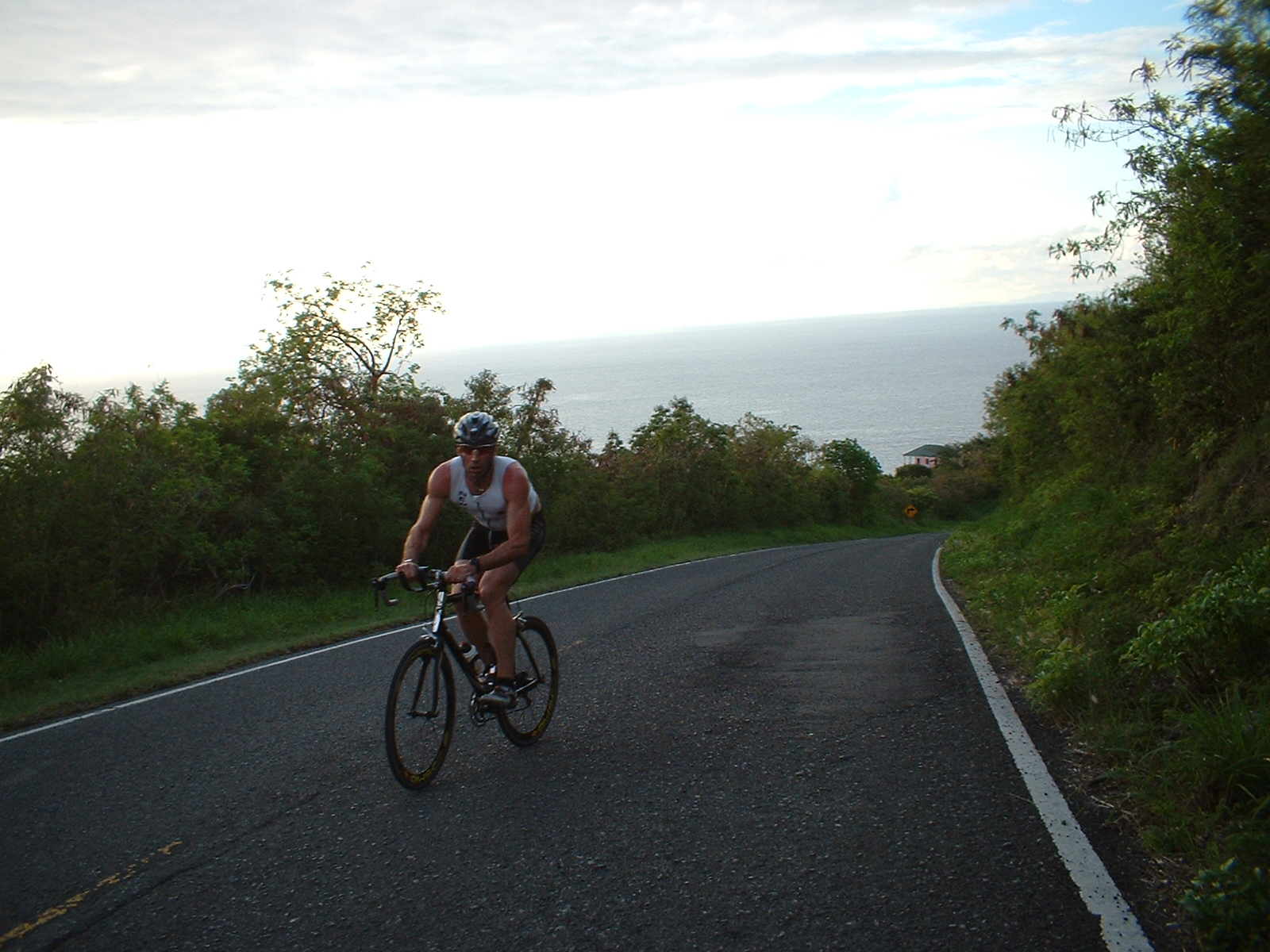
Emiliano Innocenti tijdens de beklimming van Mount Eagle (2010)